# ルイジ・カラマッタ
ルイジ・カラマッタ（Luigi Calamatta、1801年か1802年の生まれ、1869年3月8日に没）は、イタリアの画家、版画家である。多くの名画の複製版画を制作した。

## 略歴
イタリアのラツィオ州ローマ県のチヴィタヴェッキアで生まれた。技術者の息子であったとされるが両親を早く無くし、叔父に育てられ、叔父から絵を学び、ローマで アントニオ・リチアーニ(Antonio Ricciani)とドメニコ・マルチェッティ(Domenico Marchetti)から版画を学んだとされる。1822年にパリに移り、版画学校で学び、1820年頃ローマで知り合っていたドミニク・アングルの弟子になった。版画の下絵画家として才能を示した。
はじめアリ・シェフェールやポール・ドラローシュといった同時代の画家の作品をもとに版画作品を制作し、1827年にアングルの作品を版画にした作品をパリのサロンに初めて出展した。アングルに推薦されて国王ルイ・フィリップの許しを得て、ルーブル宮殿の歴史的な名画を版画作品にすることができた。ラファエロの『大公の聖母』やレオナルド・ダ・ヴィンチの『モナ・リザ』などを版画作品にし、作家のジョルジュ・サンドや音楽家のニコロ・パガニーニの肖像版画も制作した。
1837年にブリュッセルの版画学校の教師に任命され、1年のうち6ヶ月間はパリに滞在できるという条件でその仕事を受けた。1848年にブリュッセルの版画学校がブリュッセル王立美術アカデミーに統合されると、カラマッタはアカデミーの教授の称号を得た。 1851年に、ベルギーの画家の作品をもとにした版画やベルギーの人物の版画からなる版画集を出版した。ブリュッセルでカラマッタに学んだ画家にはレオポール・フラマンや、uguste Danse、 Joseph Demannezらがいる。1861年まで、教授の仕事を続けた。1862年にイタリアに戻り、ミラノのブレラ美術アカデミーで版画の教授となった。

## 作品

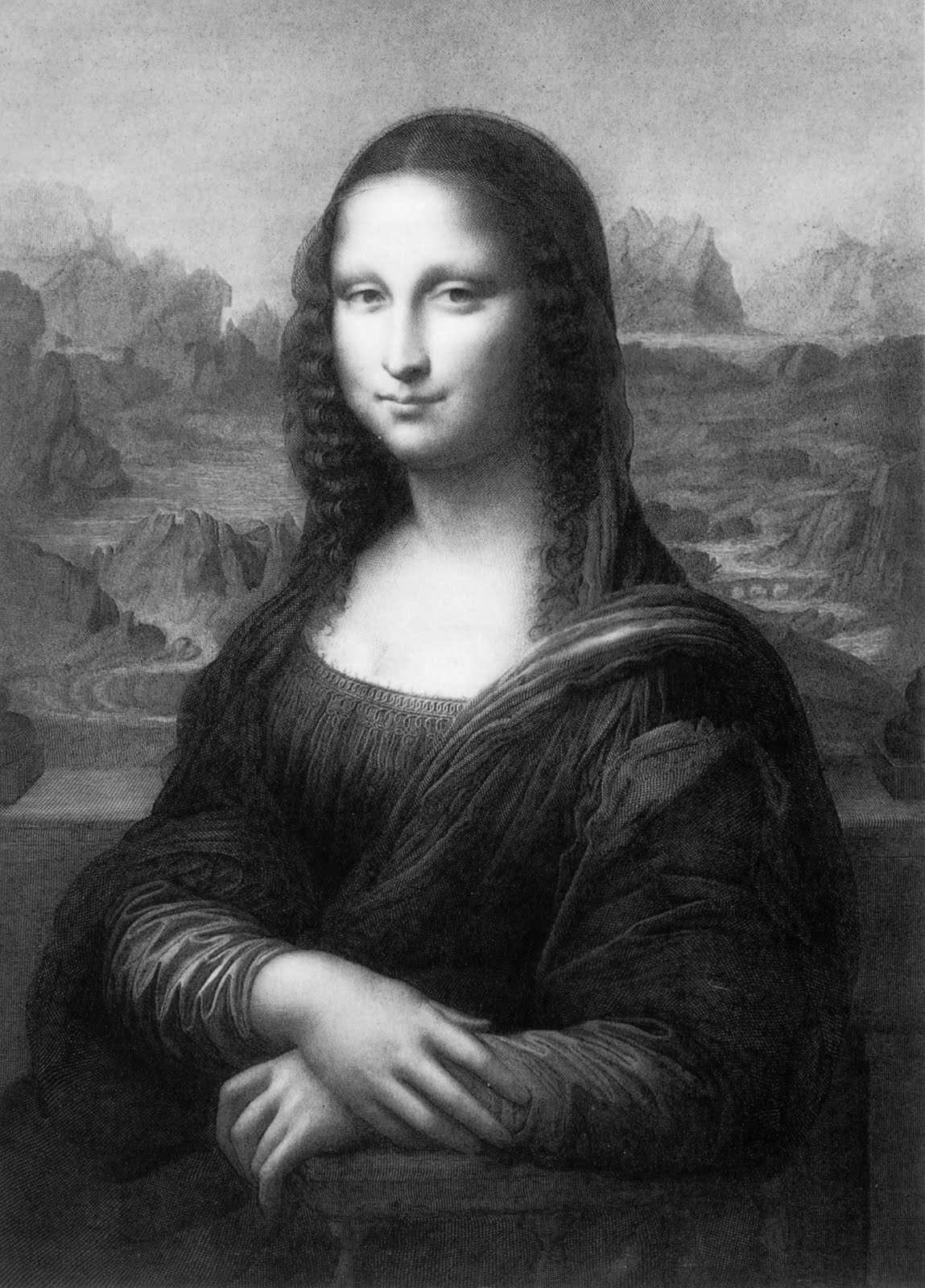
Mona Lisa　(1858)
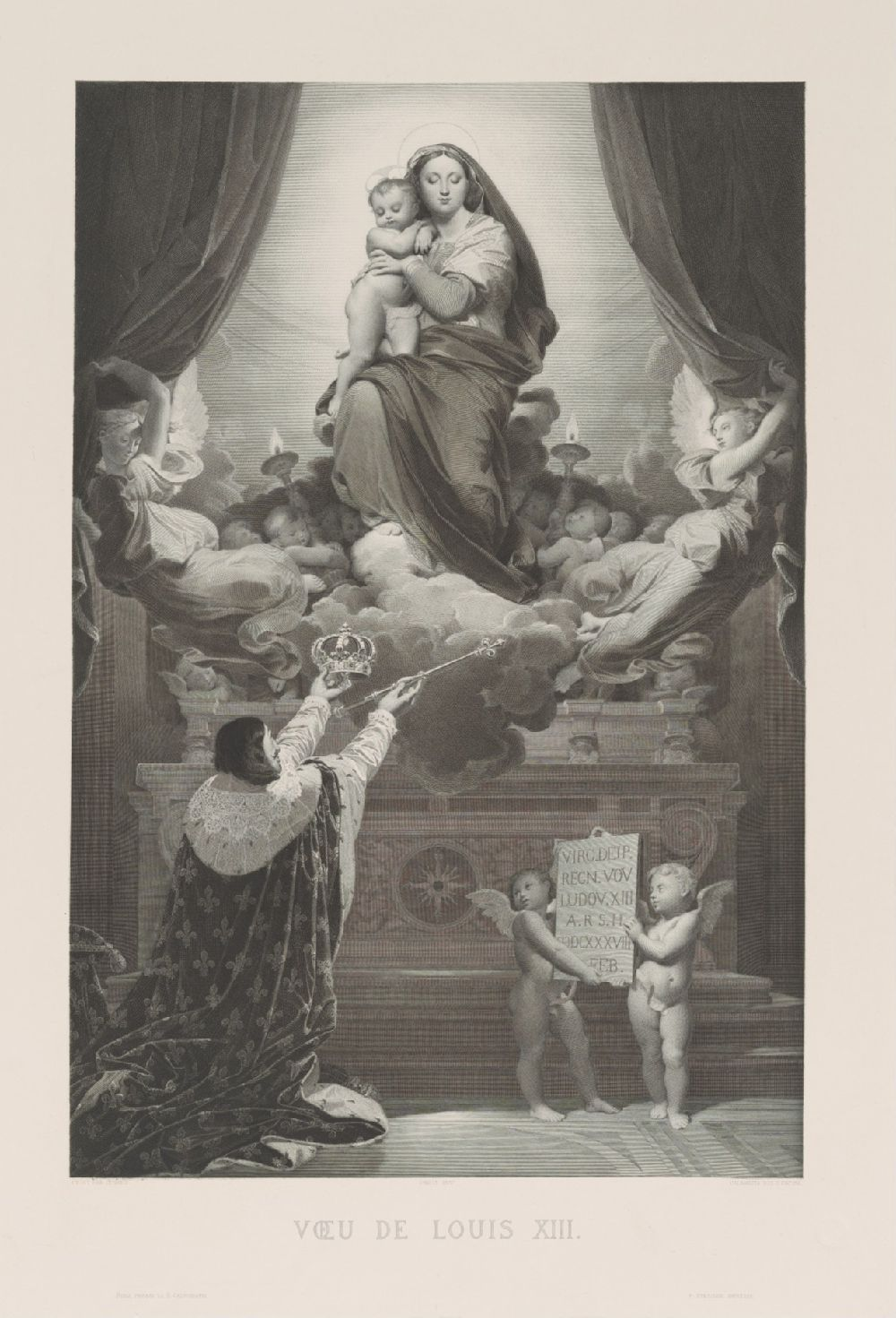
アングルの『ルイ13世の誓願』による版画
ナポレオンのデスマスク
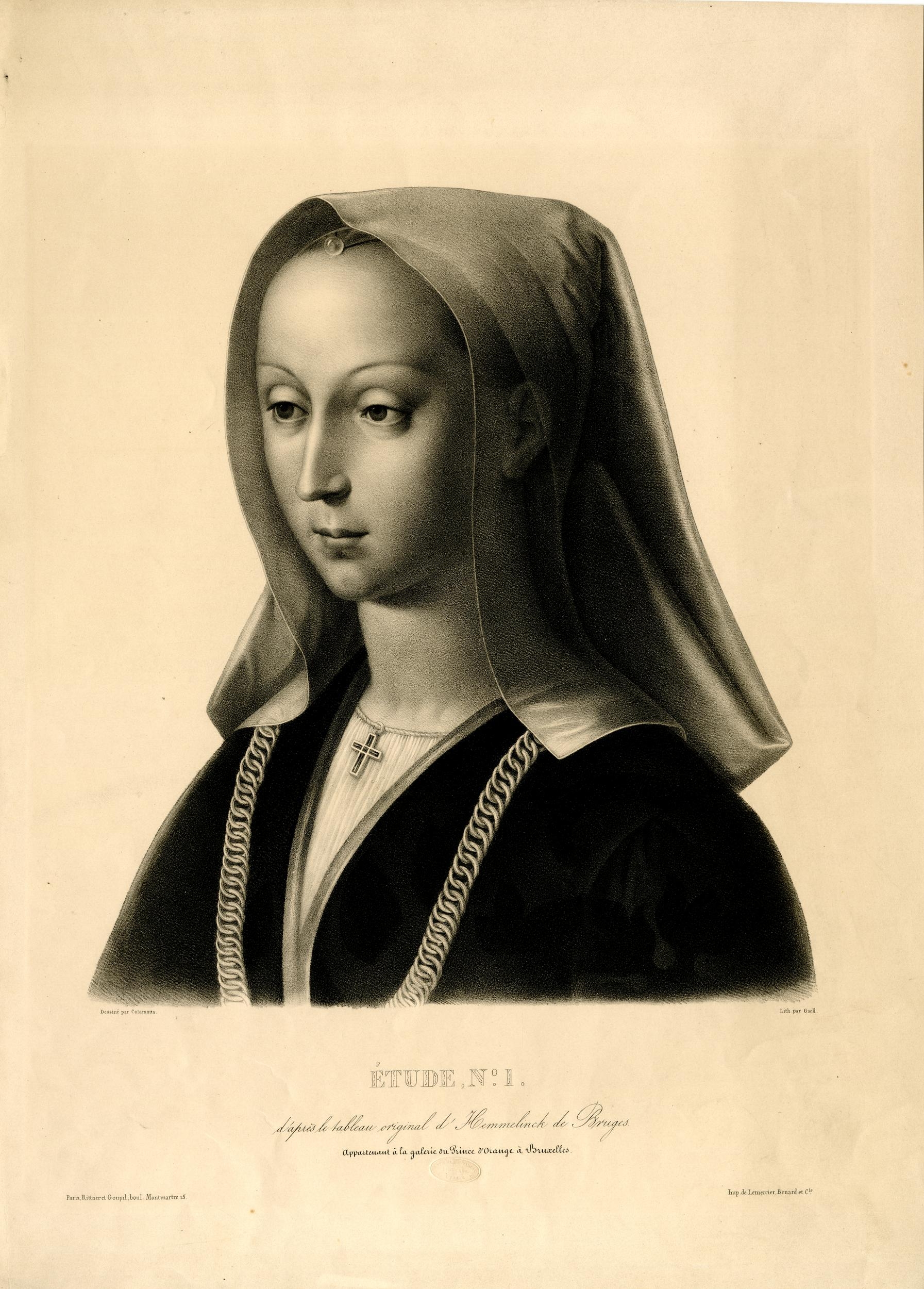
習作、ハンス・メムリンクの原画によるのではないかとされる作品
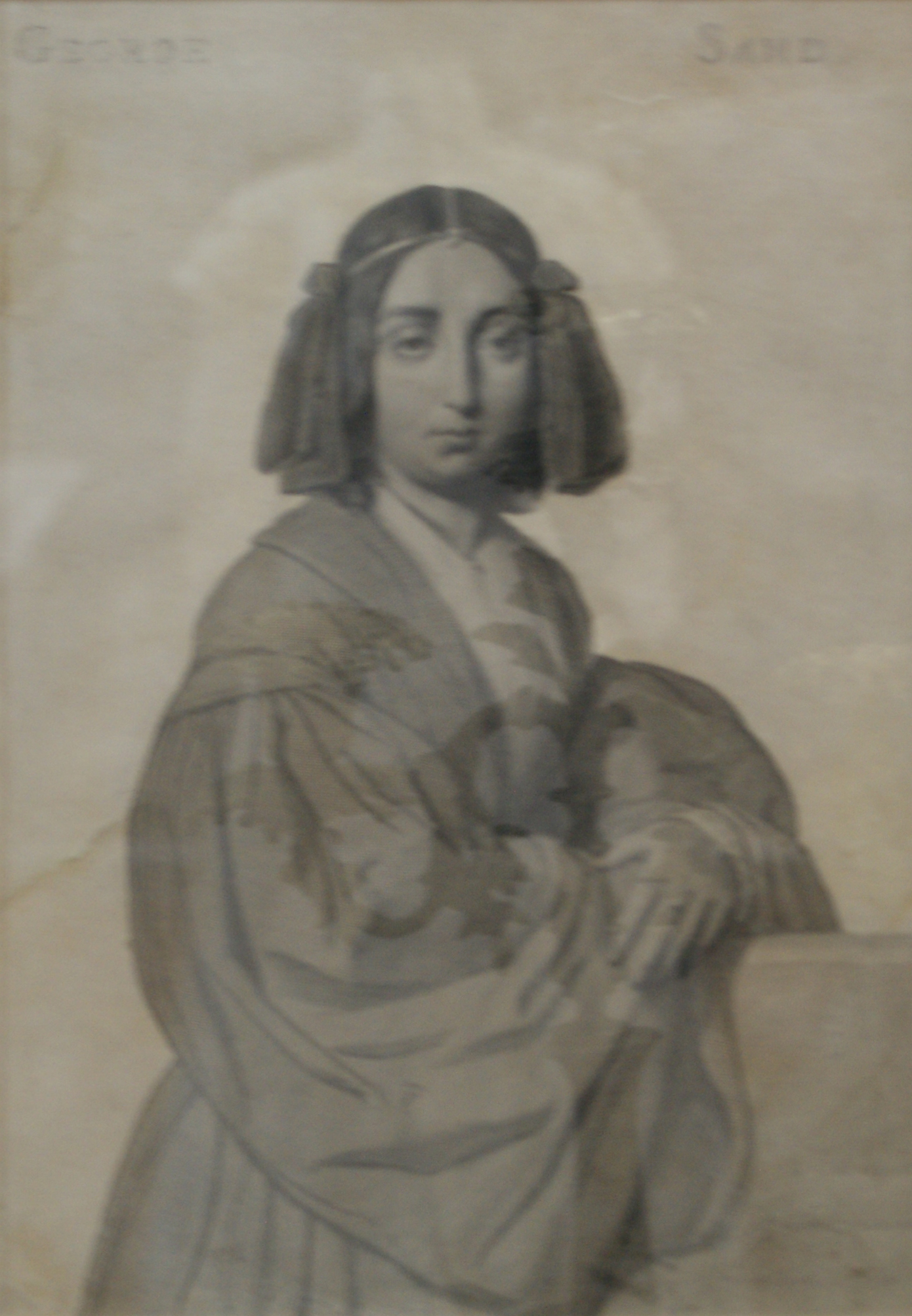
ジョルジュ・サンド